# Hans Neuner (Landrat)
Hans Neuner war ein deutscher Jurist und Landrat.

## Leben und Wirken
Neuner promovierte zum Dr. jur. und legte am 9. Dezember 1938 die große Staatsprüfung ab.
Er trat der NSDAP bei und wurde am 1. Juni 1942 als kommissarischer Landrat des Landkreises Reutte (Tirol) eingesetzt und vom Gauleiter Franz Hofer feierlich in das Amt eingeführt. Bis zu diesem Zeitpunkt war Neuner als persönlicher Referent Hofers einer dessen engster Mitarbeiter.
Mit Wirkung vom 1. Dezember 1942 übernahm er offiziell dieses Amt, das er nur bis zum 16. Juni 1943 innehatte.